# Parkin (PRKN)
Parkin és una proteïna codificada pel gen PRKN (Parkin RBR E3 ubiquitin protein ligase) i actua com una E3 ubiquitina ligasa en el sistema de degradació de proteïnes. Té un paper fonamental en la mitofàgia, eliminant mitocondris danyats per mantenir la salut cel·lular. Mutacions en PRKN estan associades a formes familiars de malaltia de Parkinson d'inici precoç. El seu mal funcionament pot contribuir a l’acumulació de disfuncions mitocondrials.